# Inge el Vell
Inge Stenkilsson (?-v.1105), conegut com a Inge el Vell, va ser rei de Suècia com a Inge I de Suècia durant dues etapes: la primera durant va principis de la dècada de 1080, i la segona des de 1087 fins a la seva mort. Durant el seu regnat es va completar la cristianització del Suècia i es va unificar el regne.

## Biografia
Les fonts sobre la vida d'Inge el Vell són molt escasses. Se sap que era fill del rei Stenkil i una princesa sueca. Hauria rebut el tron conjuntament amb el seu germà Halsten Stenkilsson amb el que governà breument. La seva condició de ristià li impedia realitzar sacrificis, i per aquest motiu hauria estat derrocat pels suecs pagans. Va mantenir, però, el domini de Västergötland on habitava una majoria cristiana. En una carta al papa Gregori VII el 1080 firma com a rei dels suecs, però en una nova carta un any més tard s'anomena Inge rege wisigothorum (rei de Västergötland).
Vers l'any 1087 Inge va tornar a Gamla Uppsala amb un exèrcit i va aconseguir derrotar el rei pagà de Suècia Blot-Sven. Va aconseguir consolidar el seu poder per tota Suècia, que es tornava a unificar per primer cop des de la mort del seu pare Stenkil. Durant aquest segon període Inge va centrar els seus esforços a l'expansió del Cristianisme per Suècia, en detriment de l'Odinisme.
Segons la crònica de Snorri Sturluson, l'any 1101 Inge va participar en una reunió els reis Eric I de Dinamarca i Magne III de Noruega. En aquesta reunió celebrada a Noruega es van mantenir converses amb l'objectiu de pactar una pau estable entre els països escandinaus. La filla d'Inge, Margarida, es va prometre amb el rei noruec per segellar l'aliança.
Va morir vers l'any 1105, i fou succeït pels seus nebots Inge II i Felip Halstensson, fills de Halsten.